# Marc-René de Voyer de Paulmy d’Argenson (1722–1782)

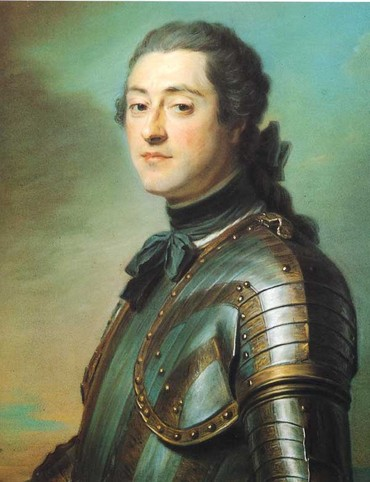
Marc René, marquis de Voyer d’Argenson, Replik eines verlorenen Pastells von Maurice Quentin de La Tour, Musée Antoine-Lécuyer, Saint-Quentin

Marc René de Voyer de Paulmy d’Argenson (* 20. September 1722 in Valenciennes; † 18. September 1782 auf Schloss Les Ormes in Les Ormes (Vienne)), Comte de Paulmy, genannt Marquis de Voyer, war ein französischer Militär und Bibliophiler.

## Leben
Marc René de Voyer war der ältere von zwei Söhnen von Marc Pierre de Voyer, Comte d’Argenson (1696–1764), und Anne Larcher.
Er begann seine militärische Laufbahn im Österreichischen Erbfolgekrieg in Italien und Flandern und wurde 1745 Mestre de camp, Leutnant im Régiment de Berry cavalerie, war ab 1. Mai 1745 dessen Brigadier und kämpfte am 11. Mai 1745 an der Spitze des Regiments in der Schlacht bei Fontenoy. Im gleichen Jahr wurde er Lieutenant-général im Gouvernement des Elsass. Am 10. Mai 1748 wurde er zum Maréchal de camp ernannt. 1749 wurde er Inspecteur de la cavalerie et des dragons (und gab dabei das Kommando im Régiment de Berry cavalerie auf). Im Januar 1752 wurde er, nach der Demission seines Vaters, Directeur-général des Haras (Generaldirektor der Gestüte, bis 1763, er führte in dieser Zeit englische Pferderassen in Frankreich ein), Lieutenant-général des armées du roi und 1754 Gouverneur von Schloss Vincennes.
Er diente unter Soubise im Siebenjährigen Krieg und wurde am 23. Juni 1758 in der Schlacht bei Krefeld verwundet. Ab 1759 bis zu seinem Tod war er Grand Bailli de Touraine.
Nach dem Tod seines Vaters 1764 zog er sich auf das Schloss Les Ormes zurück, das er von ihm geerbt hatte und das er nur noch verließ, um die Inspektionsreisen zu unternehmen, zu denen er verpflichtet war, und reiste auch nur dann an den Hof in Versailles, wenn er gerufen wurde. Die Beziehungen, die er zum (ab Dezember 1770) auf dessen nahe gelegenen Schloss Chanteloup verbannten Herzog von Choiseul pflegte, trugen ihm sogar den Verdacht ein, auf Seiten der Opposition zu stehen.
Als im Zusammenhang mit dem Amerikanischen Unabhängigkeitskrieg Auseinandersetzungen mit England drohten, wurde er als Militär reaktiviert. 1775 wurde er Militärkommandant in Saintonge, Poitou und Aunis, was auch Aufgaben wie die Inspektion der Küsten umfasste, wo er die Trockenlegung der Sümpfe von Rochefort und die Befestigung der Île-d’Aix leitete. Bei den Arbeiten in Rochefort zog er sich im August 1782 Malaria zu, der er am 18. September 1782 auf Schloss Les Ormes erlag. Er wurde in der Familiengruft in Paulmy bestattet.
Als Bauherr ließ er von 1750 bis 1752 von Jacques Hardouin-Mansart de Sagonne das Schloss Asnières bauen, um dort seine Sammlung flämischer Meister zu zeigen, anschließend, von 1753 bis 1755 das Lagergebäude des dortigen Gestüts, das Entrepôt général des haras d’Asnières. Er war der erste große Förderer des Architekten Charles de Wailly, dem er, nach seiner Rückkehr aus Rom, die Umgestaltung des Speisesaals in Asnières im neuen klassischen Stil anvertraute. 1760 bis 1762 ließ er ihn die Modernisierung seines Pariser Hôtel particulier in der Rue des Bons Enfants vornehmen.
1769 verkaufte er das Schloss Asnières und ließ dann bis 1778 das Schloss Les Ormes umbauen. Im Ehrenhof dieser weitläufigen Residenz ließ er eine Marmorstatue von Ludwig XV. aufstellen, die von Jean-Baptiste Pigalle stammt, sowie sieben Kanonen und eine englische Haubitze, die Ludwig XV. ihm nach der Schlacht von Fontenoy geschenkt hatte.
Marc René de Voyer wurde 1749 freier Partner, dann Ehrenmitglied der Académie royale de peinture et de sculpture. 1751 bis 1764 war er Vize-Protektor der Académie de Saint-Luc. Zudem war er Förderer des Utopisten Léger Marie Deschamps, dem er die Korrespondenz mit Claude Yvon ermöglichte, der auf Schloss Les Ormes Bibliothekar war. In der „Correspondance“ Voltaires findet man mehrere Briefe, die an den Marquis de Voyer gerichtet sind.
Paulmy gehört zu den bedeutendsten französischen Bibliophilen des 18. Jahrhunderts. Seine Bibliothek in Paris stellt heute den größten Teil der Bibliothèque de l’Arsenal, einer Zweigbibliothek der Französischen Nationalbibliothek dar. Sein Bestand an Veröffentlichungen aus dem deutschen Raum wurde durch die Straßburger Verlagsbuchhandlung Bauer, Treuttel & Würtz geliefert.

## Ehe und Familie

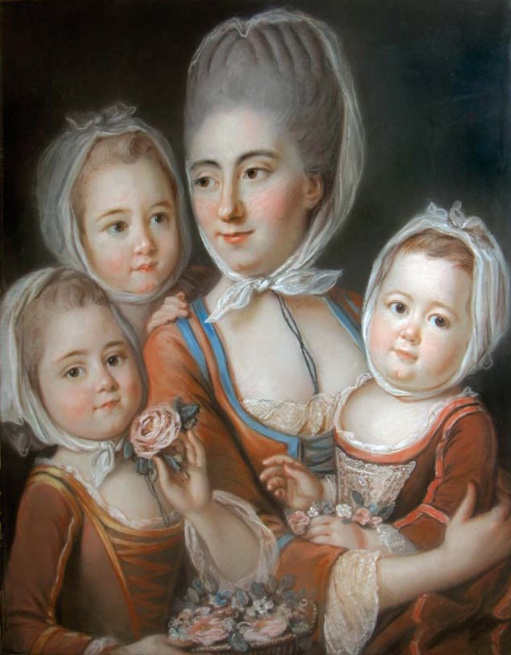
Die Marquise de Voyer mit ihren drei Töchtern, Anonym, um 1770

Am 10. Januar 1747 heiratete er Marie-Jeanne-Constance de Mailly (* 12. Dezember 1734; † 15. September 1783 in Paris), Tochter von Augustin-Joseph de Mailly, Comte de Mailly, Marquis d’Haucourt, Lieutenant-général des armées du Roi, später Marschall von Frankreich, und Constance Colbert de Torcy. Ihre vier Kinder waren:
- Marie Marc Aline (* 14. Juli 1764; † 17. Januar 1842); ⚭ Paul Hippolyte de Murat (* 10. Januar 1768, † 22. September 1838)
- Marie Joséphine Constance (* 1765; † 24. Februar 1784); ⚭ 24. Juli 1780 Jean-Baptiste Marc Frédéric de Chabannes, Marquis de Curton (* 17. Dezember 1762, † 1836) (Haus Chabannes)
- Pauline (* 15. Mai 1767; † 6. Juni 1791); ⚭ 28. Mai 1784 Guy Marie Anne Louis de Montmorency Laval, Marquis de Laval (* 25. August 1767; † 8. Februar 1786) (Stammliste der Montmorency)
- Marc René (* 10. September 1771; † 1. August 1842), 4. Marquis d’Argenson; ⚭ 6. Februar 1796 Sophie de Rosen-Kleinroop (* 16. März 1764; † 31. Oktober 1828), Witwe von Claude-Victor, Prince de Broglie († guillotiniert 27. Juni 1794).